# Crawfordia cockerelli
Crawfordia cockerelli är en insektsart som beskrevs av Pierce 1909. Crawfordia cockerelli ingår i släktet Crawfordia och familjen stekelvridvingar. Inga underarter finns listade i Catalogue of Life.